# Южнокитайский многополосый крайт
Южнокитайский многополосый крайт (лат. Bungarus multicinctus) — вид ядовитых змей из семейства аспидовых. 
Представлен двумя подвидами: Bungarus multicinctus multicinctus и Bungarus multicinctus wanghaotingi. Первый из них распространён на юге Китая (Юньнань, Гуйчжоу, Чунцин, Сычуань, Гуандун, Хайнань, Гуанси, Хунань, Хубэй, Аньхой, Цзянси, Фуцзянь, Тайвань, Чжэцзян), в Мьянме, Лаосе, Вьетнаме, Таиланде. Второй подвид распространён в китайской провинции Юньнань.
Длина тела в среднем от 0,6 до 1,2 м, максимум 1,6 м. Тело чёрного окраса с белыми поперечными полосами. Полосы на спинной стороне туловища (30—50) и хвоста (9—15). Брюхо молочно-белое. Поднимается до высоты 1500 м над уровнем моря.
Ядовитая железа у этой змеи очень маленькая, но яд очень сильный. Обитает у воды, активна ночью. Охотится на рыбу, лягушек, змей, мышей и т.п. Высушенное тело без внутренних органов используется в медицине.